# Americana Basketball
A Unimed Americana foi um clube de basquetebol brasileiro, sediado em Americana, interior de São Paulo. O time foi fundado no ano 1998 e sediava seus jogos no ginásio Mário Antonucci. De 2015 a 2017 foi afiliado ao Sport Club Corinthians Paulista, jogando com a denominação Corinthians/Americana.

## Títulos

### Internacionais
- Campeonato Sul-Americano: 2 vezes (2012 e 2015)

### Nacionais
- Campeonato Brasileiro: 5 vezes (2003, 2011-12, 2013-14, 2014-15 e 2016-17)

### Estaduais
- Campeonato Paulista: 7 vezes (2001, 2003, 2010, 2012, 2013, 2014 e 2015)